# Kishwer Falkner, Baroness Falkner of Margravine

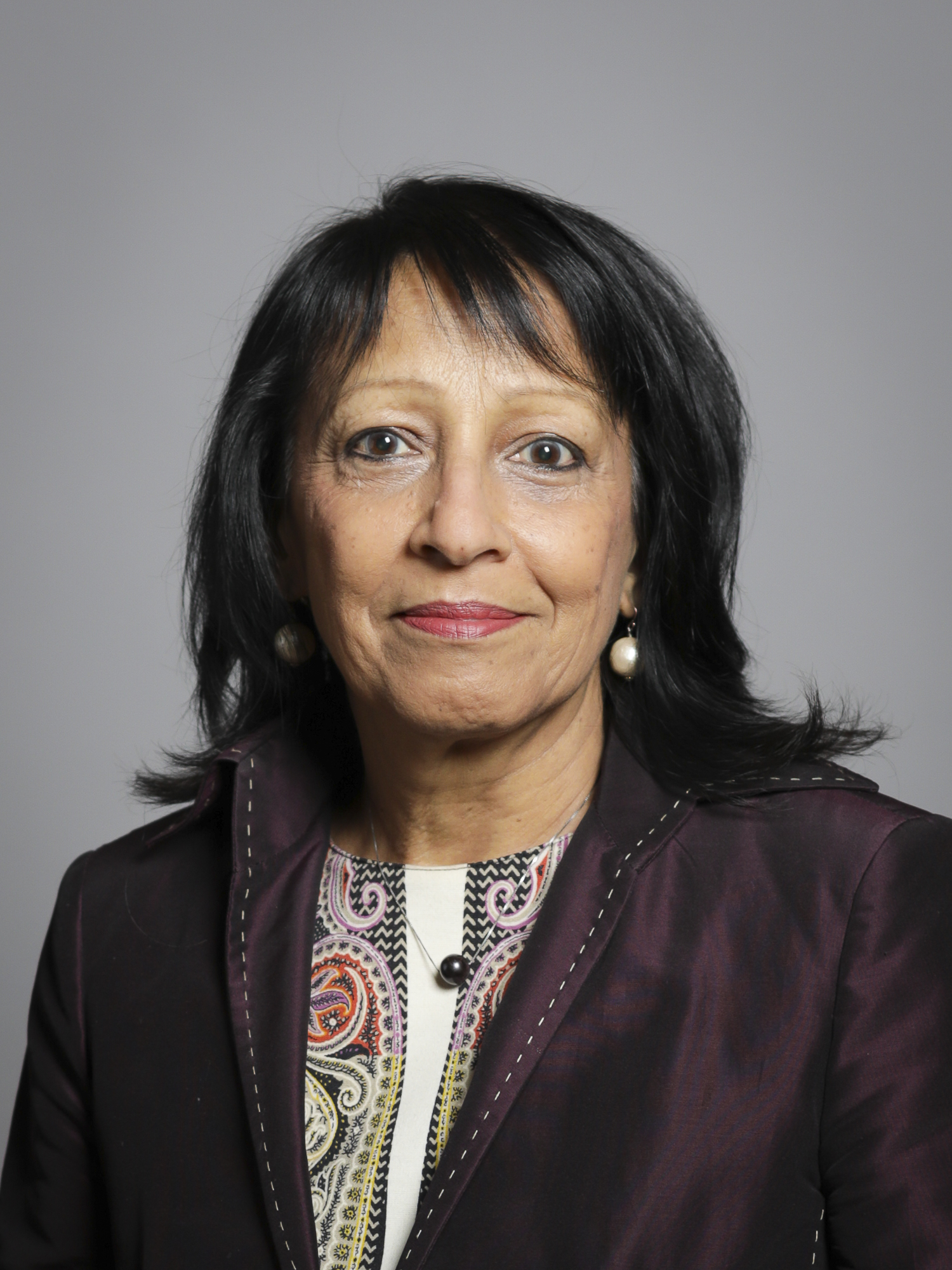
Kishwer Falkner, 2019

Kishwer Falkner, Baroness Falkner of Margravine, geborene Khan (* 9. März 1955 in Pakistan), ist eine britische Politikerin (Liberal Democrats) und Life Peer.

## Leben und Karriere
Falkner wurde in Pakistan als Kishwer (sprich „Kischwir“) Khan geboren. Sie besuchte die St Joseph’s Convent School, eine Klosterschule, in Karatschi. Sie zog, nachdem sie zuvor im Mittleren Osten gelebt und gearbeitet hatte, in den späten 1970er Jahren nach Großbritannien. 1983 nahm sie die britische Staatsbürgerschaft an. Sie studierte an der London School of Economics, wo sie einen Bachelor of Economics im Fach „Internationale Beziehungen“ erwarb. An der University of Kent schloss sie mit einem Master of Arts im Fach „Internationale Beziehungen und Europäische Studien“ (International Relations and European Studies) ab.
Mitte der 1980er Jahre trat sie den Liberaldemokraten bei und war bis 1999 für diese in verschiedenen Ämtern tätig. Von 1999 bis 2001 war sie Mitglied des Liberal Democrat Federal Policy Committee und von 2000 bis 2004 Vorsitzende (Chair) des Policy Committee der Liberal Democrats in London. Bei der Unterhauswahl 2001 trat sie als aussichtsreiche Parlamentskandidatin für den Wahlkreis Kensington and Chelsea an und erreichte in London den höchsten Stimmenanteil bei ethnischen Minderheiten für die Liberaldemokraten. 2004 trat sie als Kandidatin für das Europäische Parlament an.
Kishwer war viele Jahre der „führende Kopf“ der Liberaldemokraten für Internationale und Europäische Angelegenheiten. Sie war mitverantwortlich für große Bereiche der Parteipolitik in Bezug auf die Europäische Union und koordinierte gemeinsame Antworten der europäischen Liberalen, insbesondere hinsichtlich der Stellung Europas in der Welt. Kishwer arbeitete auch für das Commonwealth Secretariat, wo sie schwerpunktmäßig auf den Gebieten Globalisierung, Demokratie und Entwicklungshilfe wirkte. Sie war dort von 1999 bis 2003 Chief Programme Director der Political Affairs Division.
Im Februar 2008 wurde sie zur Kanzlerin der University of Northampton ernannt. Sie war Chief Executive Officer von Students Partnership Worldwide. Dabei handelt es sich um eine internationale Charity-Organisation, die sich um die Bedürfnisse von jungen Menschen in Afrika und Asien kümmert.
Derzeit (November 2011) ist sie Non-executive Director der Wohnungsbaugesellschaft Hyde Group Ltd. Sie ist Vorsitzende (Chairman) der Wohnungsbaugesellschaft Hyde Southbank Homes Ltd und Mitglied des Hyde Group Remuneration and Appointments Committee. Außerdem ist sie Mitglied des Treuhandrates (Trustee) von Hyde Plus und beim Hampden Educational Trust, sowie Mitglied des Verwaltungsrates (Council) des St George’s House des Windsor Castle und Mitglied des Vorstands (Board) des Coexistence Trust.
Seit Dezember 2020 ist sie die Vorsitzende der Equality and Human Rights Commission von England und Wales.

## Mitgliedschaft im House of Lords
Falkner wurde am 2. Juni  2004 zum Life Peer mit dem Titel Baroness Falkner of Margravine, of Barons Court in the London Borough of Hammersmith and Fulham, ernannt. Sie wurde am 15. Juni 2004 offiziell ins House of Lords eingeführt. Ihre Antrittsrede hielt sie am 25. Juni 2004.
Als Themen von politischem Interesse nennt sie auf der Webseite des Oberhauses die Europapolitik, Internationale Beziehungen, den Politischen Islam, „Kulturelle Vielfalt und Gleichheit“, Jugendpolitik, Verfassungsfragen, Regierungsfragen und die Thematik der Transition.
Von 2004 bis 2005 war sie liberaldemokratische Sprecherin für das Home Office, von 2005 bis 2006 für Gemeinden und kommunale Verwaltung (Communities and Local Government), von 2007 bis 2008 für Kinder, Schulen und Familien (Children, Schools and Families) und von 2008 bis 2009 für Justiz. Von 2009 bis 2010 war sie sowohl Sprecherin für das Foreign and Commonwealth Office und erneut für das Home Office.
Falkner war 2005 die erste muslimische Frau, die in der Geschichte des britischen Parlaments Sprecherin für Gemeinden und kommunale Verwaltung (Communities and Local Government) wurde. Außerdem gehörte sie Ausschüssen an, die sich mit Internationale Entwicklungshilfe, Verteidigungspolitik und Rechtsberatung befassten. Sie spricht auch zum Thema Internationaler Terrorismus. Sie gehörte 2005 einer Taskforce des britischen Premierministers Tony Blair zur Gefahr des islamistischen Extremismus an.
Falkner ist stellvertretende Vorsitzende (Co-Chair) des Liberal Democrat Parliamentary Party Committee on International Affairs (FCO).
Falkner meldete sich zum Irakkrieg, zur humanitären Lage in Bangladesch, dem Erdbeben im Indischen Ozean 2004 und zur Prevention of Terrorism Bill zu Wort. Falkner nimmt regelmäßig an Sitzungen des House of Lords teil. Ihre Anwesenheitszahlen liegen seit 2004 konstant im oberen Bereich.

## Wirken in der Öffentlichkeit
Im Wahlkampf vor den Unterhauswahlen 2010 engagierte sie sich unter anderem zusammen mit Navnit Dholakia.
Im März 2011 kritisierte sie Sayeeda Warsi, Baroness Warsi, die sich gegen eine geplante Wahlrechtsänderung aussprach. Falkner widersprach Warsis Ansicht, das neue Wahlrecht würde die BNP stärken.
Falkner reiste im Juli 2011 mit einer überparteilichen Gruppe von britischen Parlamentariern nach Israel und in die Palästinensischen Autonomiegebiete. Entgegen der offiziellen Politik der Regierung Cameron trafen mehrere Teilnehmer, darunter auch Falkner, mit Ismail Haniyeh zusammen. Sie sprach im Anschluss von der Notwendigkeit des Treffens nach der Einigung von Hamas und Fatah.
Bereits zuvor hatte sie im Oktober 2009 im Rahmen einer Initiative der Friedrich-Naumann-Stiftung diese Region besucht. Dabei hielt sie einen Vortrag darüber, ob Liberalismus sozial sein könne. Sie traf auch mit mehreren Politikern und Vertreten von NGOs zusammen.
Im September 2011 nahm sie am Yaroslavl Global Policy Forum (GPF) teil. In einem Interview anlässlich dieser Veranstaltung lobte Falkner die Organisation und den Ablauf, äußerte sich aber dahingehend, dass es noch mehr Raum für Diskussionen geben sollte. Auch sprach sie darüber, dass die Unabhängigkeit des Kosovos noch einige Zeit hätte warten sollen und dass sie die weitere Stationierung von Friedenstruppen der Vereinten Nationen unterstütze. Ebenfalls äußerte sie sich über die Folgen der Anschläge in Norwegen. Die Arbeit von Geheimdiensten bezeichnete sie als Schlüssel, um in extremistische Gruppen zu gelangen und weitere derartige Taten zu verhindern.

## Ehrungen
Falkner war Fellow des Institute of Politics der Harvard University.

## Familie
Kishwer ist mit Robert Falkner verheiratet, einem Wissenschaftler an der London School of Economics. Sie haben eine Tochter und leben in West London.